# Новое кладбище Святого Иоанна
Новое кладбище Святого Иоанна (нем. Neuer Johannisfriedhof) — ныне не существующее историческое кладбище, располагавшееся в немецком городе Лейпциг в федеральной земле Саксония. Разбитое в 1846 году, оно было вторым общегородским кладбищем и использовалось вплоть до 1950 года. С 1983 года на его территории располагается парк Мира.

## Описание
Новое кладбище св. Иоанна располагалось примерно в 1,5 км к юго-востоку от исторического центра города, представляя из себя протяжённый с севера на юг прямоугольник размерами 610 на 290 м, и имело площадь 19 га. Некрополь располагал девятью отделениями и был структурирован строго перпендикулярным образом. При этом часть участков была ограничена стенами, позволявшими сооружение репрезентативных фамильных склепов. Главный вход находился на северной стороне на специально проложенной от площади нем. Ostplatz улице нем. Vor dem Hospitaltore, и был оформлен двойным порталом, по обе стороны от которого находились кладбищенское управление и жилой дом смотрителя. Центральная широкая аллея пересекала всю территорию кладбища, выходя к расположенной в южной части кладбища капелле, выстроенной в стиле итальянского Возрождения по образцу церкви Санта Фоска на венецианском острове Торчелло. Изначально почти лишённое какой-либо растительности, кладбище св. Иоанна благодаря планомерной высадке лип и каштанов приобрело вскоре парковый характер, став излюбленным местом захоронения городской элиты.

## История
В связи со стремительным ростом города в начале XIX века старое городское кладбище при церкви св. Иоанна оказалось недостаточным. Несмотря на желание обустроить новое место захоронения к северу от центра города, из-за сложностей в приобретении земельных наделов, городской совет в 1840 году остановил свой выбор на обширном участке в 500 м к югу от старого кладбища, расположенном вдоль одной из въездных магистралей. Оформленное по образцу английских парковых некрополей, Новое кладбище было официально открыто 28 сентября 1846 года, хотя ландшафтное оформление ещё не было завершено; первое захоронение здесь состоялось уже 1 октября того же года.
В первое время новое кладбище, не имевшее собственной похоронной капеллы, однако, не пользовалось популярностью, и исполняло роль своего рода «разгрузочного» для средневекового кладбища у церкви св. Иоанна, где всё ещё продолжали проводить захоронения. С другой стороны, первое отделение нового кладбища было заполнено уже спустя пять лет, за чем вплоть до 1883 года следовало постепенное расширение территории. Наконец, в 1881—1882 годах по проекту Хуго Лихта была выстроена репрезентативная капелла в итальянском стиле с обширными флигелями, где разместились прочие подсобные помещения. В 1883 году с окончательным закрытием Старого кладбища св. Иоанна, новый некрополь получил официальное название Нового кладбища св. Иоанна (до того, как правило, — Новое кладбище).
Для павших в Германской и Франко-прусской войнах здесь были созданы особые мемориалы.

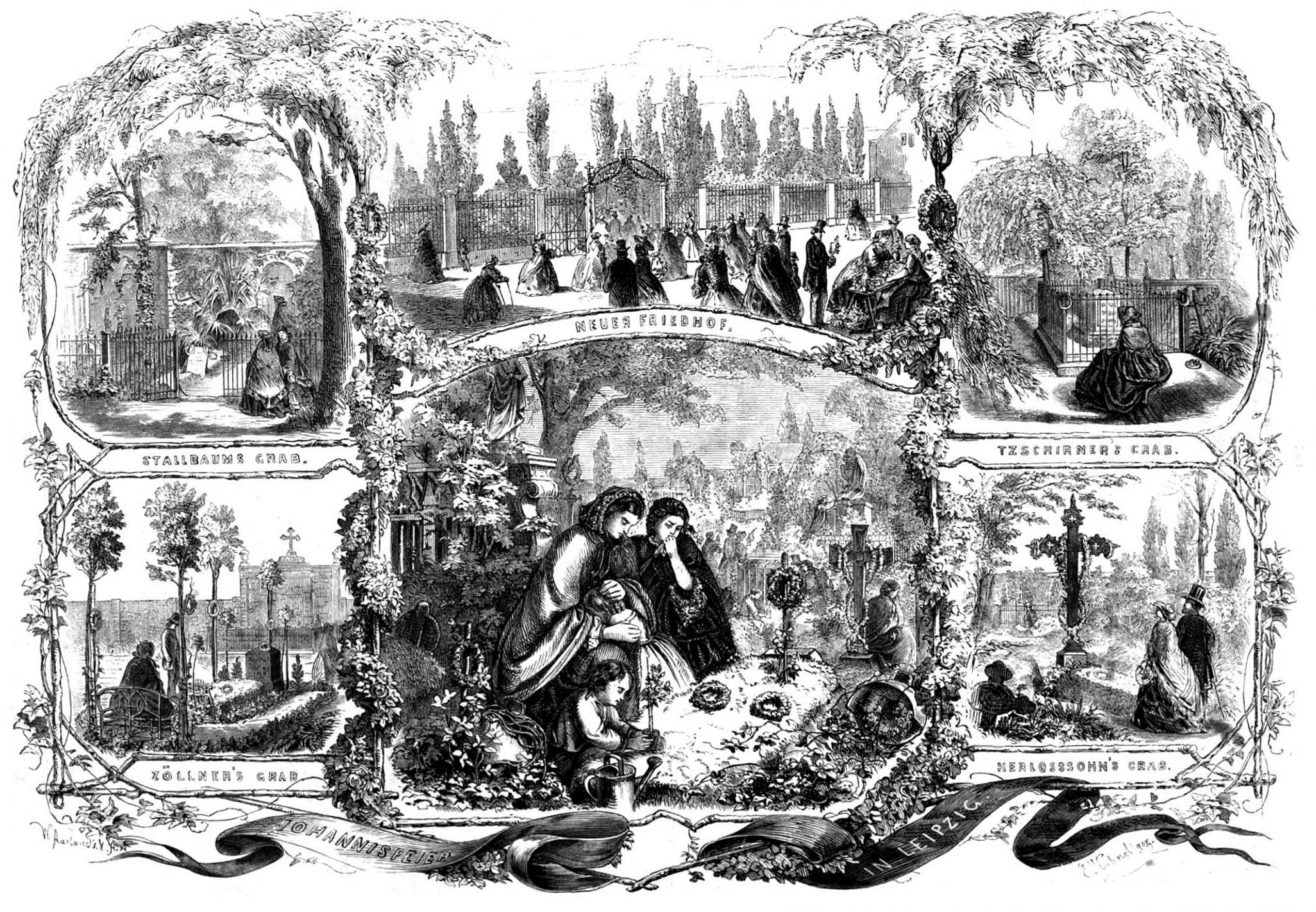
Изображение кладбища в журнале Gartenlaube № 26 (1861)
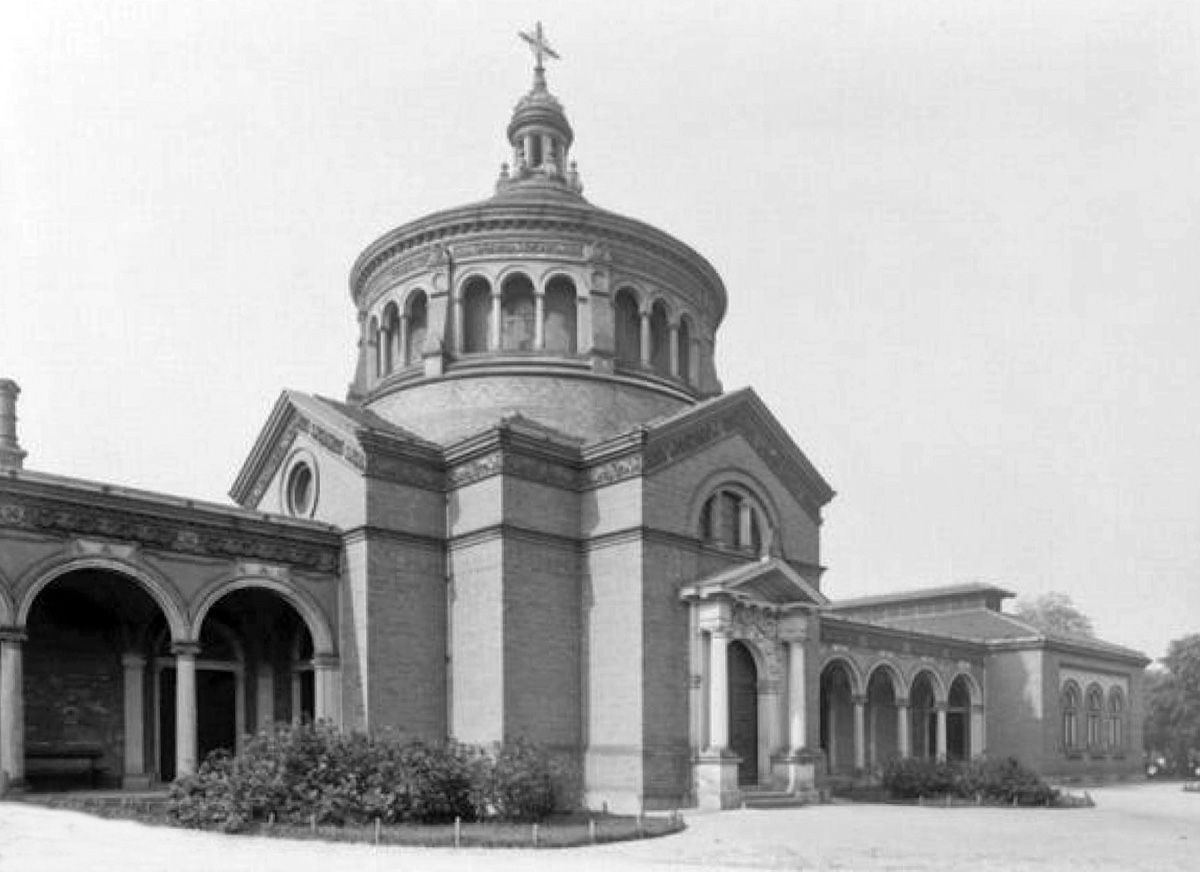
Здание капеллы
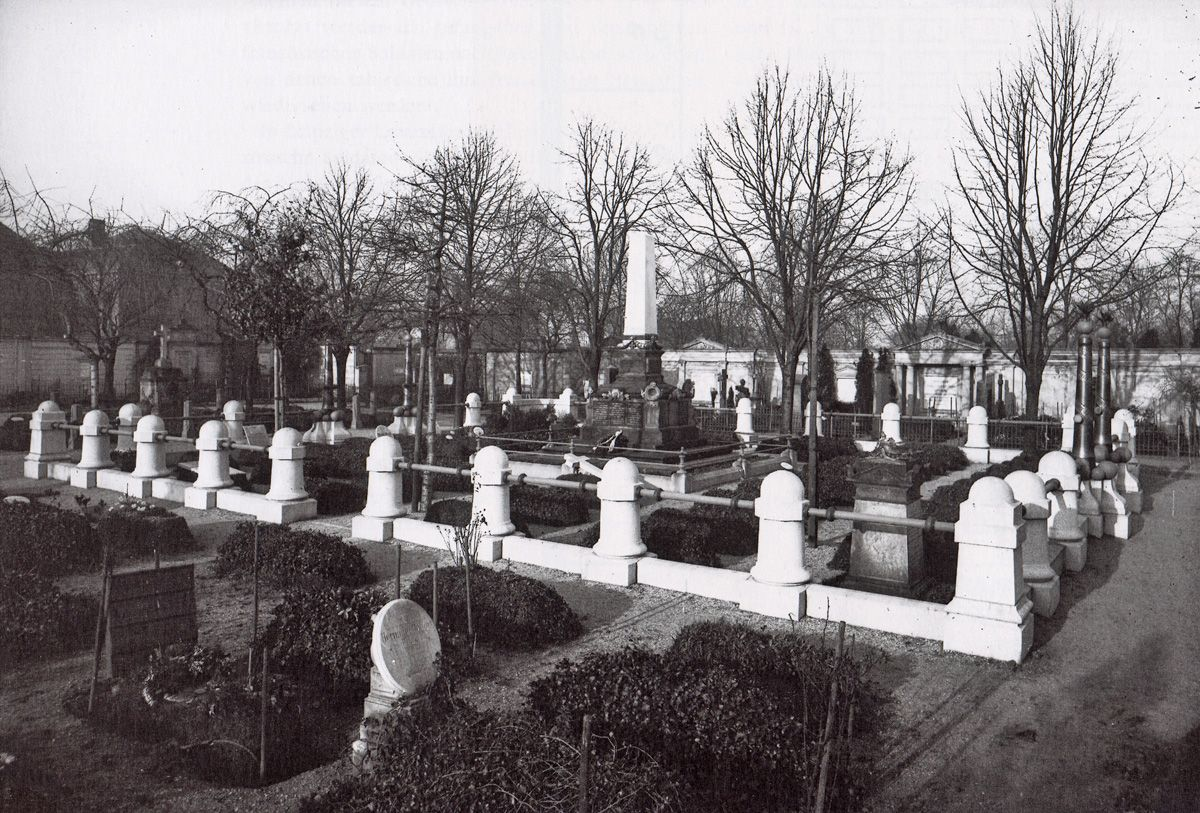
Германский военный мемориал
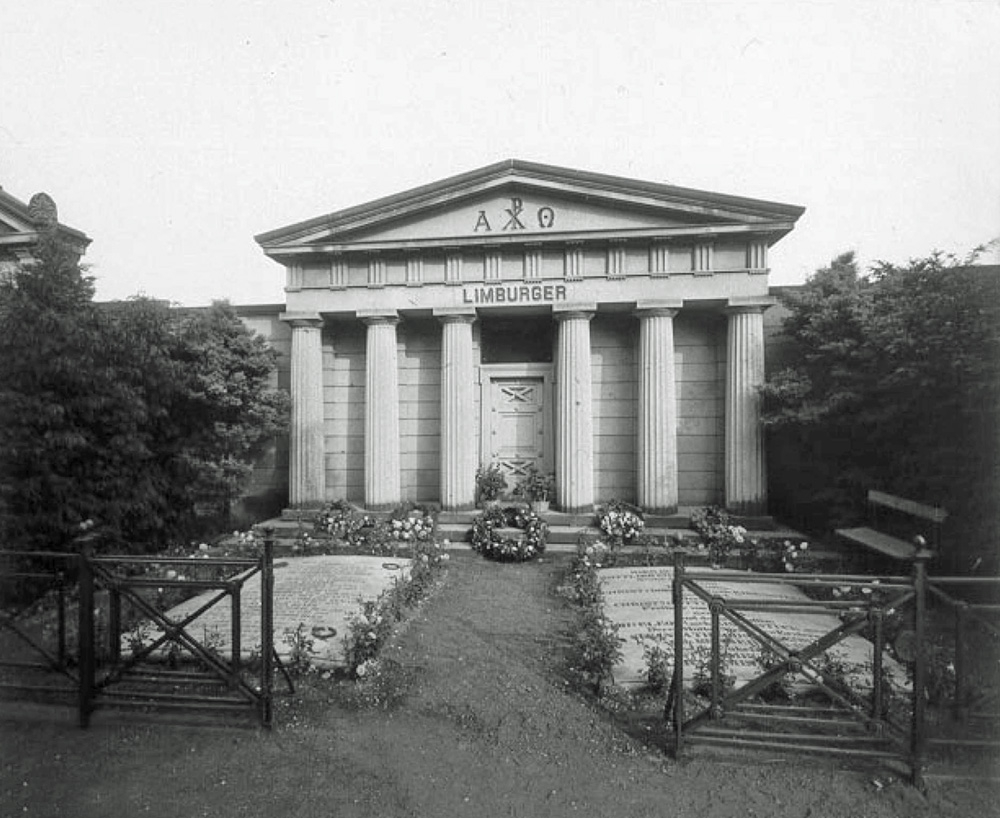
Склеп семьи Лимбургер
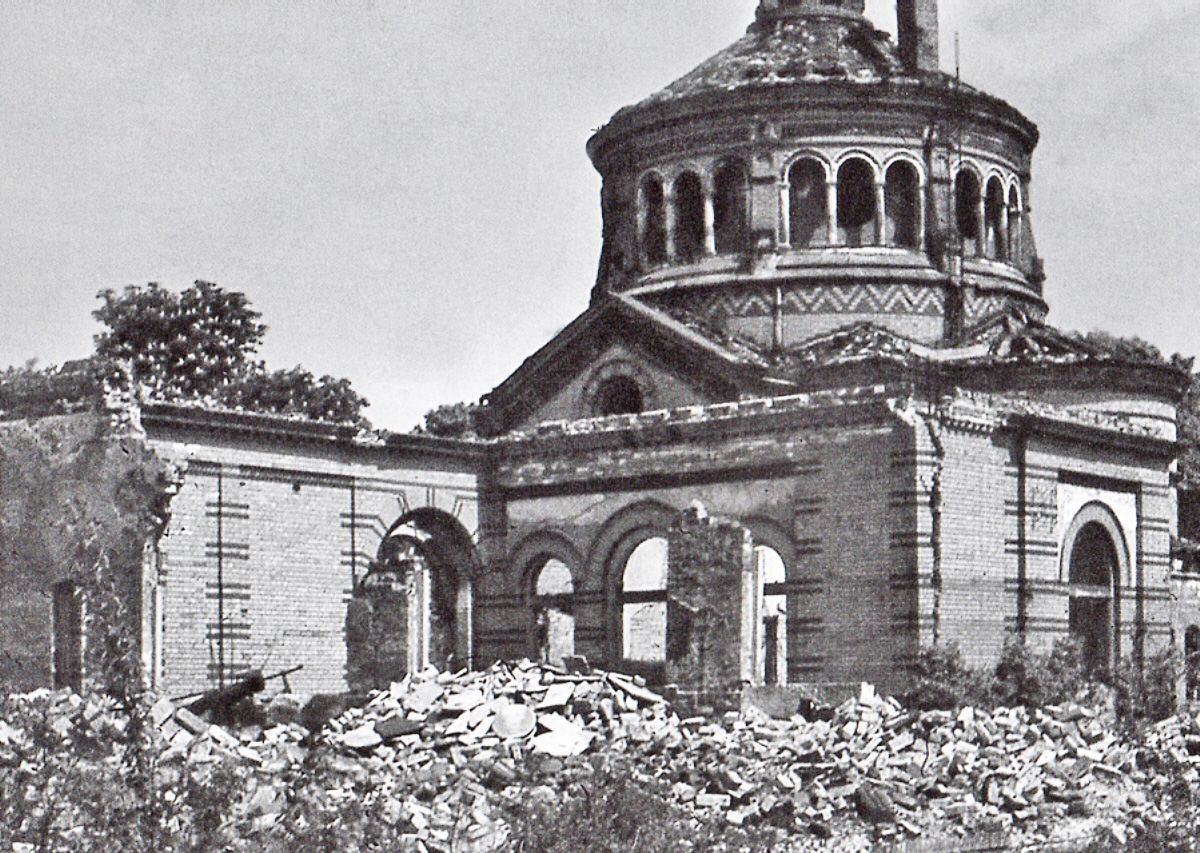
Повреждённое в войне здание капеллы

В результате авиабомбардировок Лейпцига в 1943—1944 годах кладбище получило серьёзные повреждения, вероятно, из-за близости университетского Физического института, где, по мнению союзников, проводились исследовательские работы по обогащению урана; среди прочего, был разрушен морг и поминальные помещения, прилегавшие к кладбищенской капелле.
К середине XX века кладбище оказалось полностью окружённым жилой и университетской застройкой, и в 1950 году было принято принципиальное решение запретить здесь дальнейшие захоронения с целью обустройства городского парка. 1 января 1970 года кладбище было официально секуляризовано, вслед за чем с применением тяжёлой строительной техники началась расчистка территории, выразившаяся в систематическом сносе и уничтожении архитектурного убранства кладбища. После массовых протестов, указывавших на стирание культурной памяти города, 120 надгробных памятников были демонтированы и временно складированы на Старом кладбище св. Иоанна, где со временем предполагалась их установка в своего рода лапидарии (открыт в 1990-х годах).
В 1983 году на месте Нового кладбища св. Иоанна был открыт Парк Мира.